# 2004 QG29
2004 QG29, também escrito como 2004 QG29, é um objeto transnetuniano que está localizado no Cinturão de Kuiper, uma região do Sistema Solar. Ele possui uma magnitude absoluta de 7,9 e tem um diâmetro estimado com 116 km.

## Descoberta
2004 QG29 foi descoberto no dia 19 de agosto de 2004 pelo astrônomo Canada-France Ecliptic Plane Survey.

## Órbita
A órbita de 2004 QG29 tem uma excentricidade de 0,234 e possui um semieixo maior de 48,287 UA. O seu periélio leva o mesmo a uma distância de 37,011 UA em relação ao Sol e seu afélio a 59,563 UA.